# Lacul Dâmbovița
Lacul Dâmbovița este un lac situat pe râul Dâmbovița, în București și Chiajna, la vest de Lacul Morii și limitrof cu Lacul Morii. Acest lac are o suprafata de 55 ha . 
Lacul este la 5 km de centrul din Bucuresti (Piata Universitatii) și este situat între: Lacul Morii la est, cartierul Giulești la nord, Chiajna și Pădurea Roșu la sud.
Există un proiect de autostradă subterană, un tunel care va face legătură între lacul Dâmbovița, lacul Morii (și de asemenea, Chiajna) și Centrul Civic (Piata Unirii) și autostrada A1.

În timpul migrațiilor de primăvară și toamnă, zona joacă un rol deosebit de important pentru o serie de specii de pasări rare.